# Star Comics
Star Comics – włoskie wydawnictwo komiksowe, funkcjonujące od 1987 roku. Specjalizuje się w wydawaniu mangi oraz komiksów włoskich.
Znajduje się wśród czołowych wydawców mangi we Włoszech.